# Nejdek
Nejdek är en stad i Tjeckien. Den är belägen i regionen Karlovy Vary, i den västra delen av landet, 120 km väster om huvudstaden Prag. Nejdek ligger 557 meter över havet och antalet invånare är 8 565.
Terrängen runt Nejdek är huvudsakligen kuperad, men åt sydväst är den platt. Runt Nejdek är det ganska tätbefolkat, med 248 invånare per kvadratkilometer. Närmaste större samhälle är Karlovy Vary, 14,1 km sydost om Nejdek. I omgivningarna runt Nejdek växer i huvudsak blandskog.